# Tim Henman
Tim Henman (n. 6 septembrie 1974, Oxford, Anglia, Regatul Unit) este un jucător de tenis britanic, medaliat olimpic. A participat la 3 ediții ale Jocurilor Olimpice (1996, 2000, 2004) în care a câștigat o medalie de argint.